# Kaşıkçılar, Bahçesaray
Kaşıkçılar là một xã thuộc thành phố Bahçesaray, tỉnh Van, Thổ Nhĩ Kỳ. Dân số thời điểm năm 2011 là 906 người.